# نضال نجم
نضال نجم (26 مايو 1973 –)، ممثل أردني. تخرج من المعهد العالي للفنون المسرحية بدمشق  وهو الأخ التوأم للممثل وائل نجم.

## أعماله
عمل في عدد من المسلسلات التليفزيونية السورية التي أثرت في مسيرته الفنية وتوالت اشتراكه في الأعمال التاريخية نظراً لإجادته هذا النوع من المسلسلات وتميز الدراما السورية وانتشارها بشكل كبير. ومن أعماله:
1. الاجتياح 2007، محمود الطوالبة - إخراج: شوقي الماجري 
2. ظل امرأة 2007 - إخراج: نذير عواد 
3. وشاء الهوى 2006 حازم - إخراج: زهير قنوع 
4. الكواسر 1998 الكاسر - إخراج: نجدة إسماعيل أنزور
5. رسائل الحب والحرب 2007 قاسم - إخراج: باسل الخطيب 
6. صراع على الرمال 2008 جابر - إخراج: حاتم علي 
7. فارس بني مروان 2003 مسلمه بن عبد الملك - إخراج: نجدة إسماعيل أنزور
8. ذكريات الزمن القادم 2003 - إخراج: هيثم حقي
9. الأيام المتمردة 2001 - إخراج: هيثم حقي
10. زمن الخوف - إخراج: إيناس حقي
11. مشاريع صغيرة - إخراج: المثنى صبح
12. طوق الياسمين 2008 وليد - إخراج: علي محي الدين علي 
13. زهرة النرجس 2008 - إخراج:رامي حنا 
14. الدوامة 2009 - إخراج: المثنى صبح 
15. عيد ميلاد 2009 - إخراج: عمرو علي
16. ندى الأيام 2006 - إخراج: ثلاثة مخرجين
17. ردم الأساطير 2002 - إخراج: هيثم حقي
18. بيت العز 2003 - إخراج: غسان باخوس
19. عصر الجنون 2 - إخراج: مروان بركات
20. خط النهاية 2002 - إخراج: أسعد عيد
21. الوردة الأخيرة 2006 - إخراج: محمد فردوس أتاسي
22. أخوة التراب - 1996 - إخراج: نجدة انزور
23. يوميات مدير عام 2 - 2011
24. الصيــــاد 2014 -إخراج: أحمد مدحت
25.ومسلسل الوان الطيف في دور سمير
26.مسلسل الشبيهة |عام 2012 م بدور ربيع
27.جلد الأفعى سنة 1999 من إخراج سليم صبري.
28.خط النهاية سنة 2003 من إخراج أسعد عيد
والعديد من الأعمال الأخرى

## روابط خارجية
- نضال نجم على موقع قاعدة بيانات الأفلام العربية